# Vilhelm Garde
Thomas Vilhelm Garde  (* 22. Oktober 1859 in Kopenhagen; † 24. Juni 1926 ebenda) war ein dänischer Marineoffizier und Polarforscher. Bekannt ist seine 1883 bis 1885 mit Gustav Frederik Holm unternommene Frauenboot-Expedition nach Ostgrönland. Er war einer der Ersten, die den Grönländischen Eisschild betraten.

## Leben

### Frühe Jahre
Vilhelm Garde war eines der Kinder des Leutnants und späteren Konteradmirals Hans Georg Friboe Garde (1825–1885) und dessen Ehefrau Anna Christine Elisabeth Knudsen (1834–1919). Er schlug selbst die militärische Laufbahn ein, wurde 1876 Kadett und stieg in der Königlichen Dänischen Marine bis 1918 zum Konteradmiral auf. Seine Fähigkeiten zeigten sich bereits auf der Marineschule, wo ihm 1880 als Jahrgangsbestem die Henrik-Gerner-Medaille verliehen wurde. 1880/81 tat er Dienst auf der Fregatte Jylland auf ihrem Weg nach Dänisch-Westindien.

### Dänische Frauenboot-Expedition 1883–1885
Gerüchte über eine den Europäern noch unbekannte Siedlung der Inuit namens Ammassalik, die nördlich des von Wilhelm August Graah von 1828 bis 1830 erkundeten Küstenstreifens liegen sollte, führten dazu, dass Dänemark 1883 eine Expedition unter Leitung von Gustav Frederik Holm an die Ostküste schickte. Garde wurde zu dessen Stellvertreter bestimmt. Weitere Teilnehmer waren der Geologe Hans Knutsen (1857–1936), der Botaniker Peter Eberlin (1862–1900), der Katechet Johannes Hansen und dessen Neffe, der Übersetzer Johan Petersen (1867–1960). Nach den von der Expedition verwendeten Umiaks, den Frauenbooten der Eskimos, nannte man sie später die Frauenboot-Expedition. Die Expedition verließ ihre Basis in Nanortalik in vier Umiaks Ende Juli 1883, passierte den Prins Christian Sund und fuhr an der ostgrönländischen Küste 87 km weit bis Kasingortok, wo sie ein Vorratslager anlegte. Dann kehrte sie zur Überwinterung nach Nanortalik zurück. Am 5. Mai 1884 startete die Expedition erneut und erreichte am 28. Juli die Insel Timmiarmiit, etwa 300 km vom Prins Christian Sund entfernt. Hier kehrte Garde mit Eberlin und Petersen um, während Holm und Knutsen nach Ammassalik weiterfuhren und auf eine Gruppe von Inuit trafen, die noch keinen Kontakt zu Europäern gehabt hatten. Garde erforschte und kartierte auf dem Rückweg die Fjorde, an denen die Expedition auf dem Weg nach Norden vorbeigefahren war, ohne sie näher untersuchen zu können. Am 27. September war er wieder in Nanortalik. 1885 fuhr Garde wieder nach Timmiarmiit, um dort auf den aus Ammassalik kommenden Holm zu warten. Er war bereits am 8. Juli am vereinbarten Treffpunkt und hatte Zeit, den Fjord hinter Umanaq zu erkunden, wo er am 16. Juli auf Holm traf. Gemeinsam fuhren sie nach Nanortalik und erreichten an Bord der Constance bereits am 3. Oktober 1885 Kopenhagen. Die Expedition hatte ihre Ziele erreicht, und Vilhelm Garde hatte einen nicht geringen Anteil an diesem Erfolg.

### Garde-Moltke-Expedition 1893

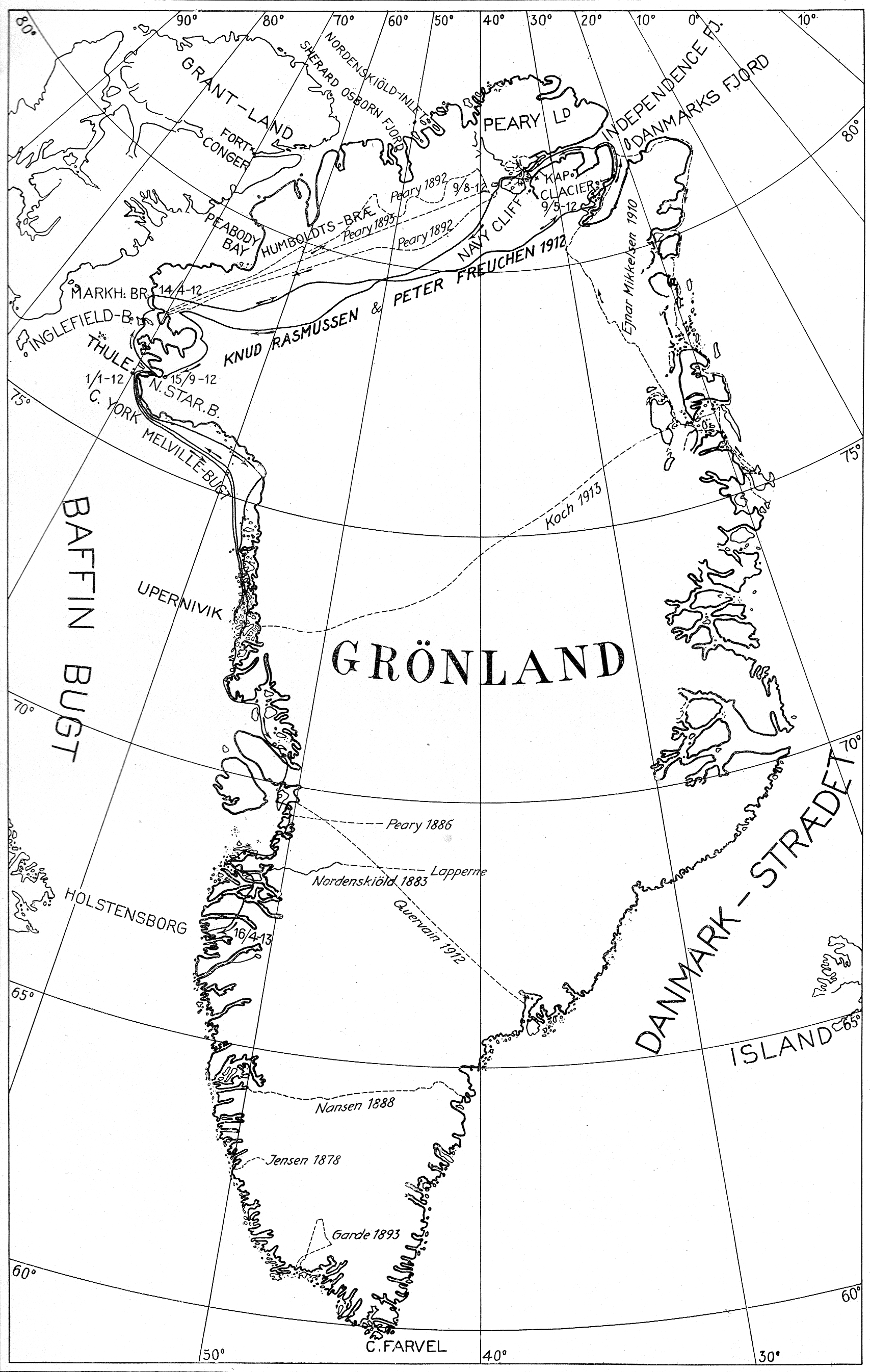
Routen der Expeditionen, die bis 1913 den Grönländischen Eisschild betraten oder überquerten

In der zweiten Hälfte der 1880er Jahre versah Moltke Dienst auf verschiedenen Schiffen (1886 auf der Fylla, 1886/87 wieder auf der Jylland). Von 1889 bis 1891 war Garde Kapitän der Hvidbjørnen, eines Schiffs der Grönländischen Handelsgesellschaft (Den Kongelige Grønlandske Handel).
1893 bekam er den Auftrag, gemeinsam mit Carl Moltke den bei der Landvermessung im Jahr 1890 nicht erfassten Teil des Distrikts von Qaqortoq (Julianehaab) zu kartieren und – wenn die Witterungsbedingungen es zuließen – auf das Inlandeis vorzustoßen. Außerdem sollte die Expedition magnetische und hydrographische Untersuchungen durchführen. Von der Ankunft in Paamiut am 24. April bis zum 12. Juni 1893 wurden die ausstehenden Vermessungsarbeiten in der Gegend von Avigaat und Arsuk abgeschlossen, so dass der Aufstieg auf den Eisschild beginnen konnte. Garde wählte dafür den Sermitsialik-Gletscher. Bis zum 23. Juni war die Expedition 110 km von ihrem Ausgangspunkt entfernt und hatte eine Höhe von 2286 m erreicht. Für den Rückweg wählte Garde eine südliche Route, die ihn bis zum 26. Juni zum Nunatak Aputainuitsoq führte, der sich als eine Gruppe aus mehreren Nunatakkern erwies. Fünf Jahre nach Fridtjof Nansens Durchquerung Grönlands gehörten Garde und Moltke immer noch zu den Ersten, die sich auf das grönländische Inlandeis gewagt hatten.

### Weiterer Lebensweg
1894 war Garde Erster Offizier auf dem Schoner Diana, 1895 auf der Korvette Dagmar. 1896 kartierte er den isländischen Hvammsfjörður. 1897 überführte er im Auftrag der russischen Regierung den neuen Eisbrecher Nadjoschny von Kopenhagen nach Wladiwostok. Anschließend befehligte er 1898/99 das Vermessungsschiff Krieger. Von 1900 bis 1903 war Garde Kapitän des Postdampfers, der zwischen Korsør auf Seeland und Kiel verkehrte. 1903 war er Erster Offizier auf dem Geschützten Kreuzer Valkyrien und 1904/05 Stabschef einer Schwadron der Dänischen Marine. Bis 1907 diente er im Marineministerium. 1906 kommandierte er den Kreuzer Hejmdal, das Kadettenschulschiff der Dänischen Marine, und 1907/08 den Schoner Ingolf. Von 1908 bis 1911 war Garde Direktor im Marineministerium und anschließend bis 1914 Stabschef der Flotte. In dieser Funktion hatte er großen Anteil daran, dass die Dänische Marine gut auf den Ersten Weltkrieg vorbereitet war, in dem das Land neutral blieb. Im Krieg befehligte Garde zunächst das 2. Flottengeschwader im Großen Belt, anschließend das 1. Flottengeschwader im Öresund und ab April 1918 das Verteidigungsgeschwader für Kopenhagen (dänisch den flydende Defension). 1921 schied er aus dem aktiven Dienst aus und zog sich auf sein Landgut bei Kvistgård, nördlich von Kopenhagen, zurück.

## Familiäres
Vilhelm Garde heiratete am 24. November 1885 Inger Kirstine Holm (1859–1904). Nach dem Tod seiner Frau schloss Vilhelm Garde am 26. Oktober 1906 die Ehe mit Christine Vilhelmine Ohlsen (1877–1969).

## Ehrungen
Vilhelm Garde erhielt die folgenden Medaillen und Orden:
- Ritter (1902), Kommandeur zweiter Klasse (1911) und Kommandeur erster Klasse (1919) des Dannebrogordens,
- Dannebrogsmänner-Ehrenzeichen (1908),
- dänische Verdienstmedaille (1921).

Die folgenden geographischen Objekte sind nach ihm benannt:
- die Garde-Inseln (65° 51′ S, 66° 22′ W) vor der Westküste der Antarktischen Halbinsel,[4]
- Garde-Nunatakker (78° 28′ N, 22° 29′ W) in Ostgrönland,[5]
- Kap Garde (71° 0′ N, 22° 29′ W) an der Blosseville-Küste in Ostgrönland[6] und
- die Inselgruppe Garde Øer (74° 48′ N, 58° 0′ W) im äußersten Süden der Melville-Bucht in Westgrönland.[7]

## Schriften (Auswahl)
- mit G. Holm: Om de geografiske Forhold i dansk Ostgrønland. In: Meddelelser om Grönland. Band 9, 1889, S. 145–233 (dänisch, biodiversitylibrary.org).
- Vejledning til Besejling af Kolonierne i Vestgrønland. Kopenhagen 1895 (dänisch, kb.dk [PDF; 22,3 MB]).
- Beskrivelse af expeditionen til Sydvestgrønland, 1893. In: Meddelelser om Grønland. Band 16, 1896, S. 1–71 (dänisch, biodiversitylibrary.org).